# Festival RTP da Canção 1965
O II Grande Prémio TV da Canção 1965 foi o segundo Festival RTP da Canção e teve lugar no dia 6 de Fevereiro de 1965 nos Estúdios do Lumiar, em Lisboa.
Henrique Mendes foi o apresentador do festival, que foi ganho por Simone de Oliveira com a canção "Sol de Inverno".

## Local
O Grande Prémio TV da Canção 1965 ocorreu em Lisboa. Lisboa é a capital de Portugal e a cidade mais populosa do país. Tem uma população de 506 892 habitantes, dentro dos seus limites administrativos. Na Área Metropolitana de Lisboa, residem 2 821 697 pessoas (2011), sendo por isso a maior e mais populosa área metropolitana do país. Lisboa é o centro político de Portugal, sede do Governo e da residência do chefe de Estado. É o "farol da lusofonia" (Daus): a Comunidade dos Países de Língua Portuguesa (CPLP) tem a sua sede na cidade. É ainda a capital mais a ocidente do continente europeu na costa atlântica.
O festival em si realizou-se nos Estúdios do Lumiar, a então sede da RTP desde 1957 e antigos estúdios da Tóbis Portuguesa.

## Formato
No que foi o 2º Festival da Canção da RTP, a música "Sol de Inverno" captou a atenção do público e os votos do júri, e para tal também ajudou a força e o magnetismo de Simone de Oliveira, que assim ganhou o festival.
Desta vez, a RTP apurou 8 canções, entre os 149 originais que recebeu. As canções finalistas foram interpretadas pelos quatro cantores que nos anos 50 e 60 foram, por várias vezes, coroados como Reis e Rainhas da Rádio e da Televisão:
A imprensa elogiou a fotogenia de Simone de Oliveira, e mesmo a canção portuguesa recolheu grandes elogios. Mas a grande festa já tinha sido em Portugal. Aqui, o Festival ganhava cada vez mais contornos de acontecimento nacional, com uma gala que reunia personalidades, muito glamour e espectáculo.
150 milhões - Um número que ficou para o Festival Eurovisão da Canção desse ano. Nunca um artista português tinha cantado para um público tão vasto, um facto só possível à imensa rede de emissores da Eurovisão. Enquanto isso, em Portugal, discutia-se a continuação da participação portuguesa, e em que moldes, visto serem necessários maiores investimentos.

## Votação
Cada júri distrital dispunha de 15 votos a distribuir pelas canções que pretendesse premiar.
Havia também um escrutinador no local, encarregado de monitorizar o processo de votação e controlar os resultados, estando sentado ao lado de dois assistentes. Após cada júri distrital revelar os seus votos, o escrutinador procedia à leitura da votação parcial.

## Participantes
A tabela seguinte apresenta as 8 canções originais que participaram nesta edição do Grande Prémio TV da Canção, juntamente com os intérpretes, autores da letra e compositores.
| # | Canção                         | Intérprete         | Música                   | Letra                            |
| - | ------------------------------ | ------------------ | ------------------------ | -------------------------------- |
| 1 | "Por causa do mar"             | António Calvário   | José Pereira Mesquita    | Manuela de Moura Sá Teles Santos |
| 2 | "Silhuetas ao luar"            | Simone de Oliveira | João Andrade Santos      | Manuela de Moura Sá Teles Santos |
| 3 | "Nasci, sonhei, cresci e amei" | Artur Garcia       | João Andrade Santos      | Manuela de Moura Sá Teles Santos |
| 4 | "Você não vê"                  | António Calvário   | João Andrade Santos      | Manuela de Moura Sá Teles Santos |
| 5 | "Silêncio entre nós"           | Madalena Iglésias  | Mário Gonçalves Teixeira | José Correia                     |
| 6 | "Amor"                         | Artur Garcia       | António Resende Dias     | Luís Simão                       |
| 7 | "Sol de Inverno"               | Simone de Oliveira | Nóbrega e Sousa          | Jerónimo Bragança                |
| 8 | "Bom Dia"                      | António Calvário   | José Pereira Mesquita    | Manuela de Moura Sá Teles Santos |

## Festival
O II Grande Prémio TV da Canção teve lugar a 6 de fevereiro, nos Estúdios do Lumiar. A apresentação deste evento foi da inteira responsabilidade de Henrique Mendes.
António Calvário defendeu três originais, Artur Garcia e Simone de Oliveira interpretaram dois temas cada um e Madalena Iglésias apenas teve um tema a concurso.
O júri nacional, distribuído pelas 18 capitais de distrito, decidiu-se pela canção "Sol de Inverno", um original de Jerónimo Bragança (letra) e de Nóbrega e Sousa (música) defendido por Simone de Oliveira. Esta canção obteve 91 pontos, alcançando mais 25 pontos que o tema posicionado em 2º lugar, a canção "Amor" interpretada por Artur Garcia. Em 3º lugar ficou Madalena Iglésias com o tema "Silêncio entre nós" que obteve 46 pontos.
| #  | Artista            | Canção                         | Lugar | Pontos |
| -- | ------------------ | ------------------------------ | ----- | ------ |
| 1º | António Calvário   | "Por causa do mar"             | 6º    | 13     |
| 2º | Simone de Oliveira | "Silhuetas ao luar"            | 4º    | 28     |
| 3º | Artur Garcia       | "Nasci, sonhei, cresci e amei" | 5º    | 18     |
| 4º | António Calvário   | "Você não vê"                  | 8º    | 2      |
| 5º | Madalena Iglésias  | "Silêncio entre nós"           | 3º    | 46     |
| 6º | Artur Garcia       | "Amor"                         | 2º    | 66     |
| 7º | Simone de Oliveira | "Sol de Inverno"               | 1º    | 91     |
| 8º | António Calvário   | "Bom Dia"                      | 7º    | 6      |

### Resultados
O júri distrital esteve sedeado nas 18 capitais de distrito de Portugal Continental e foi chamado a votar, segundo a ordem alfabética dos respetivos distritos.
| Júris                        | Canções Pontuadas | Canções Pontuadas | Canções Pontuadas | Canções Pontuadas | Canções Pontuadas | Canções Pontuadas | Canções Pontuadas | Canções Pontuadas |
| ---------------------------- | ----------------- | ----------------- | ----------------- | ----------------- | ----------------- | ----------------- | ----------------- | ----------------- |
| Júris                        |                   |                   |                   |                   |                   |                   |                   |                   |
| Distrito de Aveiro           |                   | 1                 | 4                 |                   | 1                 | 9                 |                   |                   |
| Distrito de Beja             |                   |                   |                   |                   | 1                 | 11                | 2                 | 1                 |
| Distrito de Braga            | 1                 |                   | 3                 |                   | 4                 | 4                 | 3                 |                   |
| Distrito de Bragança         | 1                 |                   | 3                 |                   | 3                 | 5                 | 2                 | 1                 |
| Distrito de Castelo Branco   |                   | 4                 |                   |                   |                   | 5                 | 6                 |                   |
| Distrito de Coimbra          |                   | 1                 | 2                 |                   |                   |                   | 12                |                   |
| Distrito de Évora            |                   | 3                 |                   |                   | 2                 | 8                 |                   | 2                 |
| Distrito de Faro             | 2                 | 4                 |                   |                   | 1                 | 7                 | 1                 |                   |
| Distrito de Guarda           |                   | 1                 |                   |                   | 4                 | 3                 | 6                 | 1                 |
| Distrito de Leiria           |                   | 2                 | 2                 |                   |                   | 2                 | 9                 |                   |
| Distrito de Lisboa           | 6                 |                   |                   |                   | 3                 |                   | 6                 |                   |
| Distrito de Portalegre       | 1                 |                   | 1                 |                   | 11                | 2                 |                   |                   |
| Distrito de Porto            | 1                 |                   |                   |                   |                   | 2                 | 12                |                   |
| Distrito de Santarém         | 1                 | 2                 | 3                 | 1                 | 6                 | 1                 | 1                 |                   |
| Distrito de Setúbal          |                   | 1                 |                   |                   |                   |                   | 14                |                   |
| Distrito de Viana do Castelo |                   | 3                 |                   |                   |                   | 2                 | 10                |                   |
| Distrito de Vila Real        |                   |                   |                   |                   | 9                 | 4                 | 1                 | 1                 |
| Distrito de Viseu            |                   | 6                 |                   | 1                 | 1                 | 1                 | 6                 |                   |
| Total                        | 13                | 28                | 18                | 2                 | 46                | 66                | 91                | 6                 |
| Lugar                        | 6º                | 4º                | 5º                | 8º                | 3º                | 2º                | 1º                | 7º                |
| Júris                        |                   |                   |                   |                   |                   |                   |                   |                   |
| Canções Pontuadas            |                   |                   |                   |                   |                   |                   |                   |                   |

| Júris                        | Canções Pontuadas | Canções Pontuadas | Canções Pontuadas | Canções Pontuadas | Canções Pontuadas | Canções Pontuadas | Canções Pontuadas | Canções Pontuadas |
| ---------------------------- | ----------------- | ----------------- | ----------------- | ----------------- | ----------------- | ----------------- | ----------------- | ----------------- |
| Júris                        |                   |                   |                   |                   |                   |                   |                   |                   |
| Distrito de Aveiro           | 0                 | 1                 | 4                 | 0                 | 1                 | 9                 | 0                 | 0                 |
| Distrito de Beja             | 0                 | 1                 | 4                 | 0                 | 2                 | 20                | 2                 | 1                 |
| Distrito de Braga            | 1                 | 1                 | 7                 | 0                 | 6                 | 24                | 5                 | 1                 |
| Distrito de Bragança         | 2                 | 1                 | 10                | 0                 | 9                 | 29                | 7                 | 2                 |
| Distrito de Castelo Branco   | 2                 | 5                 | 10                | 0                 | 9                 | 34                | 13                | 2                 |
| Distrito de Coimbra          | 2                 | 6                 | 12                | 0                 | 9                 | 34                | 25                | 2                 |
| Distrito de Évora            | 2                 | 9                 | 12                | 0                 | 11                | 42                | 25                | 4                 |
| Distrito de Faro             | 4                 | 13                | 12                | 0                 | 12                | 49                | 26                | 4                 |
| Distrito de Guarda           | 4                 | 14                | 12                | 0                 | 16                | 52                | 32                | 5                 |
| Distrito de Leiria           | 4                 | 16                | 14                | 0                 | 16                | 54                | 41                | 5                 |
| Distrito de Lisboa           | 10                | 16                | 14                | 0                 | 19                | 54                | 47                | 5                 |
| Distrito de Portalegre       | 11                | 16                | 15                | 0                 | 30                | 56                | 47                | 5                 |
| Distrito de Porto            | 12                | 16                | 15                | 0                 | 30                | 58                | 59                | 5                 |
| Distrito de Santarém         | 13                | 18                | 18                | 1                 | 36                | 59                | 60                | 5                 |
| Distrito de Setúbal          | 13                | 19                | 18                | 1                 | 36                | 59                | 74                | 5                 |
| Distrito de Viana do Castelo | 13                | 22                | 18                | 1                 | 36                | 61                | 84                | 5                 |
| Distrito de Vila Real        | 13                | 22                | 18                | 1                 | 45                | 65                | 85                | 6                 |
| Distrito de Viseu            | 13                | 28                | 18                | 2                 | 46                | 66                | 91                | 6                 |
| Lugar                        | 6º                | 4º                | 5º                | 8º                | 3º                | 2º                | 1º                | 7º                |
| Júris                        |                   |                   |                   |                   |                   |                   |                   |                   |
| Canções Pontuadas            |                   |                   |                   |                   |                   |                   |                   |                   |

### Maestros
Em baixo encontra-se a lista de maestros que conduziram a orquestra, na respectiva ordem de actuação.
| Canção                         | Maestro              |
| ------------------------------ | -------------------- |
| "Por causa do mar"             | Fernando de Carvalho |
| "Silhuetas ao luar"            | Fernando de Carvalho |
| "Nasci, sonhei, cresci e amei" | Fernando de Carvalho |
| "Você não vê"                  | Fernando de Carvalho |
| "Silêncio entre nós"           | Fernando de Carvalho |
| "Amor"                         | Fernando de Carvalho |
| "Sol de Inverno"               | Fernando de Carvalho |
| "Bom dia"                      | Fernando de Carvalho |
| Maestro anfitrião              | Fernando de Carvalho |

## Artistas repetentes
Em 1965, os repetentes foram:
| Foto                           | Artista            | Ano Anterior | Canção            | Pontuação | Classificação |
| ------------------------------ | ------------------ | ------------ | ----------------- | --------- | ------------- |
|                                | António Calvário   | FC 1964      | "Oração"          | 79        | 1º            |
| "Para cantar Portugal"         | António Calvário   | FC 1964      | 11                | 6º        |               |
|                                | Artur Garcia       | FC 1964      | "Foi sonho"       | 0         | 10º           |
| "Finalmente"                   | Artur Garcia       | FC 1964      | 2                 | 8º        |               |
|                                | Madalena Iglésias  | FC 1964      | "Na tua carta"    | 0         | 10º           |
| "Balada das palavras perdidas" | Madalena Iglésias  | FC 1964      | 30                | 5º        |               |
|                                | Simone de Oliveira | FC 1964      | "Olhos nos olhos" | 53        | 3º            |
| "Amar é ressurgir"             | Simone de Oliveira | FC 1964      | 2                 | 8º        |               |

## Transmissão
| Área     | Canal | Comentadores     |
| -------- | ----- | ---------------- |
| Portugal | RTP1  | Sem comentadores |